# Cassini-Huygens
Cassini–Huygens è stata una missione robotica interplanetaria congiunta NASA/ESA/ASI, lanciata il 15 ottobre 1997 con il compito di studiare il sistema di Saturno, comprese le sue lune e i suoi anelli. La sonda si componeva di due elementi: l'orbiter Cassini della NASA e il lander Huygens dell'ESA. Prima di raggiungere Saturno, la sonda ha effettuato un flyby di Venere (ad aprile 1998 e a luglio 1999), della Terra (agosto 1999), dell'asteroide 2685 Masursky e di Giove (dicembre 2000), mentre l'inserimento nell'orbita di Saturno è avvenuto il 1 luglio 2004. La missione è terminata il 15 settembre 2017 quando la sonda è stata inviata nell'atmosfera superiore di Saturno ed è stata distrutta per evitare ogni rischio di contaminazione delle lune di Saturno da parte di microrganismi terrestri eventualmente presenti sulla sonda.

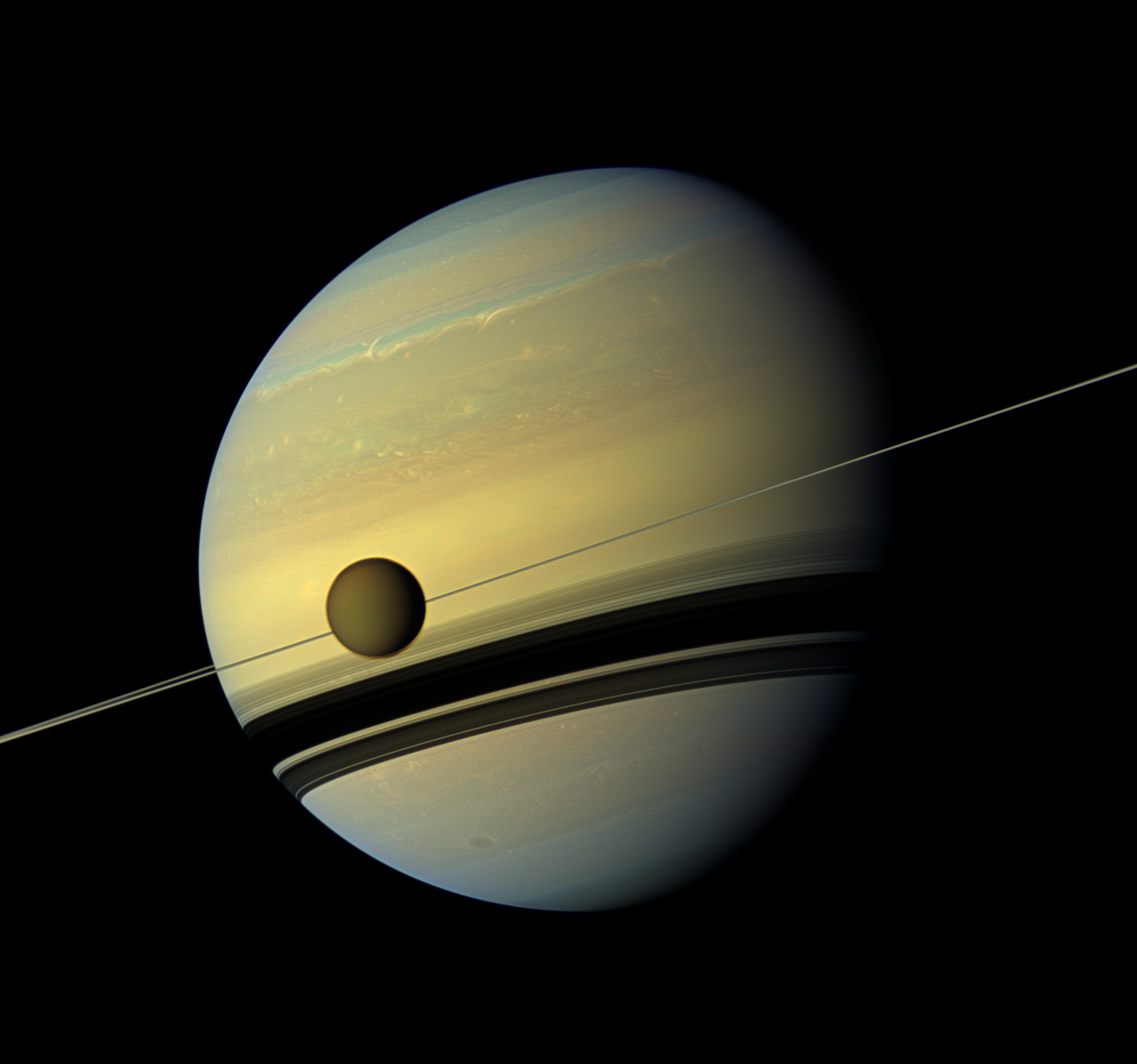
Titano, Saturno e i suoi anelli fotografati dalla sonda Cassini

Cassini è stata la prima sonda ad essere entrata nell'orbita di Saturno e solo la quarta ad averlo visitato (prima della Cassini erano già passate la Pioneer 11 e le Voyager 1 e 2). Il lander Huygens ha viaggiato assieme alla sonda Cassini fino al 25 dicembre 2004, quando si è separato da quest'ultima per atterrare su Titano il 14 gennaio 2005. Sulla superficie, il modulo ha trasmesso dati per 90 minuti.
Al termine della missione, la sonda Cassini ha compiuto una serie di passaggi spettacolari e rischiosi tra Saturno e i suoi anelli interni, per ottenere ulteriori dati scientifici prima del termine della missione. Quest'ultima fase della missione è stata chiamata Grand Finale.
La missione ha avuto un successo ben oltre le aspettative, rivoluzionando le conoscenze del sistema di Saturno, tra cui i suoi satelliti e gli anelli.
Originariamente pianificata come una missione di quattro anni, dal giugno 2004 a maggio 2008, essa è stata estesa una prima volta fino a settembre 2010 (Cassini Equinox Mission) e successivamente di altri sette anni (Cassini Solstice Mission).
L'orbiter Cassini prende il nome dall'astronomo italiano Giovanni Domenico Cassini che, verso la fine del Seicento, scoprì quattro satelliti e la divisione degli anelli che porta il suo nome. Il lander Huygens prende il nome dall'astronomo olandese del XVII secolo Christiaan Huygens che, utilizzando il proprio telescopio, scoprì Titano.

## Storia

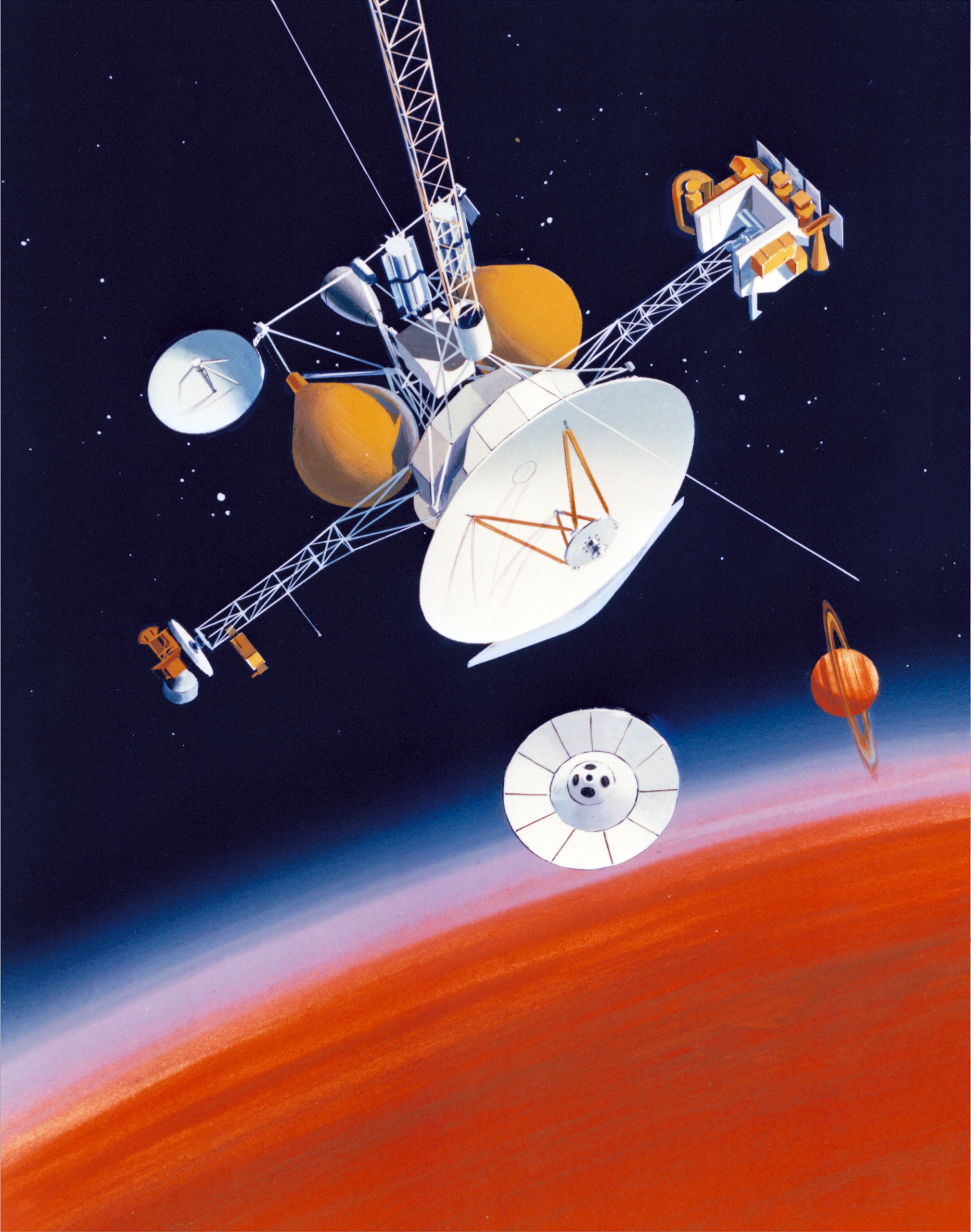
La Cassini-Huygens come era stata pensata nel 1988; nel progetto iniziale venne denominata "Saturn Orbiter/Titan Probe (SOTP)

La missione è stata ideata nel 1982, quando la Fondazione europea per la scienza e la National Academy of Sciences formarono un gruppo di lavoro per studiare future missioni spaziali in cooperazione. Due scienziati europei suggerirono una missione congiunta comprendente un orbiter per Saturno e un lander per Titano. Dal 1984 al 1985 la missione venne esaminata dalla NASA e dall'ESA.
Nel 1988 l'ESA selezionò la missione congiunta Cassini-Huygens come missione primaria e l'anno successivo vennero approvati i finanziamenti alla NASA. Questa collaborazione non solo migliorò i rapporti tra le due agenzie, ma aiutò la missione a sopravvivere ai tagli di bilancio del congresso degli Stati Uniti. Secondo i piani iniziali, la sonda sarebbe dovuta essere lanciata nel 1994 dallo Space Shuttle statunitense, tuttavia a seguito dell'incidente del Challenger del 1986, fu proibito l'utilizzo di stadi Centaur e si ripiegò sul lanciatore militare Titan IV. Vennero individuate tre finestre di lancio, dicembre 1995, aprile 1996 e 1997; tra queste venne scelto il 1996 come data di lancio.
Una prima modifica ai piani iniziali viene fatta nel 1991: il lancio sarebbe stato anticipato al 1995. La sonda spaziale, durante il suo viaggio, avrebbe utilizzato l'assistenza gravitazionale di Venere, della Terra e di Giove e sorvolato l'asteroide 66 Maja. Ma questi piani furono presto sconvolti dai tagli di budget subiti dalla NASA, che ne posticipò il lancio al 1997. Nel 1992, per far fronte ai crescenti costi del progetto, si abbandonò lo sviluppo di un modulo orientabile a favore di un'antenna direzionale fissa. Queste misure fecero risparmiare 250 milioni di dollari, a costo di un grave degrado delle capacità operative della sonda spaziale, che non avrebbe più potuto raccogliere dati scientifici e trasmetterli in tempo reale alla Terra. Nella nuova configurazione, il trasferimento dei dati, come l'uso di alcuni strumenti, avrebbe richiesto il riorientamento dell'intera sonda spaziale, riducendone l'agilità e la flessibilità operativa. Per abbassare i costi, la NASA decise di lanciare la navicella spaziale con un software incompleto, il cui sviluppo sarebbe continuato durante il viaggio verso Saturno. Per ridurre ulteriormente i costi, venne stipulato un accordo tra la NASA e l'Agenzia Spaziale Italiana (ASI) affinché quest'ultima si facesse carico dello sviluppo di parte del sistema di telecomunicazioni, del radar e dello spettrometro a luce visibile e infrarossa dell'orbiter (VIMS).
Nel 1994, l'ente aerospaziale statunitense, nuovamente sottoposto a pressioni di bilancio, considerò l'annullamento del progetto. L'amministratore della NASA Daniel Goldin aveva appena lanciato il suo programma di missioni interplanetarie a basso costo, con lo slogan Faster, Cheaper, Better (più veloci, più economiche, migliori), che si opponeva a missioni complesse, costose e a lento sviluppo, com'era peraltro quella di Cassini. L'ESA, che aveva già investito 300 milioni di dollari per Huygens, inviò una lettera, tramite il suo direttore Jean-Marie Luton, al vicepresidente degli Stati Uniti Al Gore, per avvisarlo dei rischi che avrebbe comportato la cancellazione di Cassini-Huygens per progetti scientifici congiunti tra Europa e Stati Uniti, sottolineando ancora una volta l'inaffidabilità del partner americano. Questa pressione dell'ESA contribuì a posticipare la cancellazione della missione in quell'anno e nel successivo, quando il Congresso degli Stati Uniti tentò ancora di cancellare la missione. Vennero prese altre misure per risparmiare sui costi, per esempio la fotocamera grandangolare fu presa dai pezzi di ricambio delle sonde Voyager. Viceversa si profilava un costo maggiore per la produzione del tipo di plutonio usato dai generatori termoelettrici a radioisotopi (RTG), poiché sarebbe dovuta ripartire la linea di produzione, che era stata abbandonata per mancanza di usi civili.

## Obiettivi
Gli obiettivi della missione Cassini-Huygens erano suddivisi in 5 categorie: Saturno, i suoi anelli, la magnetosfera del gigante gassoso, le lune ghiacciate e Titano, quest'ultimo studiato in particolar modo dal lander Huygens. Le priorità principali di ricerca di NASA ed ESA erano:
Titano
- Determinazione della composizione atmosferica, osservazione della distribuzione dei gas nell'atmosfera, ricerca di ulteriori composti organici e della fonte di energia per i processi chimici, studio della distribuzione degli aerosol. Misurazione dei venti e della temperatura, studio dell'andamento nel tempo delle nubi e delle foschie nell'atmosfera e relazione coi cambiamenti stagionali. Registrazione della struttura e della composizione della superficie, nonché indagini sulla struttura interna del satellite.

Magnetosfera
- Determinazione della struttura tridimensionale e del comportamento dinamico della magnetosfera. Studio dell'interazione della magnetosfera con il vento solare, le lune, gli anelli e con atmosfera ed esosfera di Titano.

Lune ghiacciate
- Determinazione della composizione delle superfici dei satelliti di Saturno e loro storia geologica. Ricerca sui meccanismi di deformazione della crosta superficiale e interna. Indagine sulla composizione e distribuzione del materiale superficiale. Studio della natura e dell'origine del materiale di colore scuro visibile su Giapeto

Saturno e i suoi anelli
- Determinazione della struttura e del comportamento dinamico degli anelli di Saturno. Studio del comportamento dinamico dell'atmosfera. Mappatura della composizione e della distribuzione in funzione delle dimensioni del materiale degli anelli. Indagine sulle interazioni degli anelli con la magnetosfera, l'atmosfera e la ionosfera di Saturno e di quella con le lune. Misurazione dei venti, comprese le strutture delle onde e dei vortici. Ricerche sulla struttura interna di Saturno e delle proprietà rotazionali dell'atmosfera profonda. Indagine sulle sorgenti e sulla struttura dei fulmini e delle scariche statiche nell'atmosfera.

## Caratteristiche tecniche

### La navicella

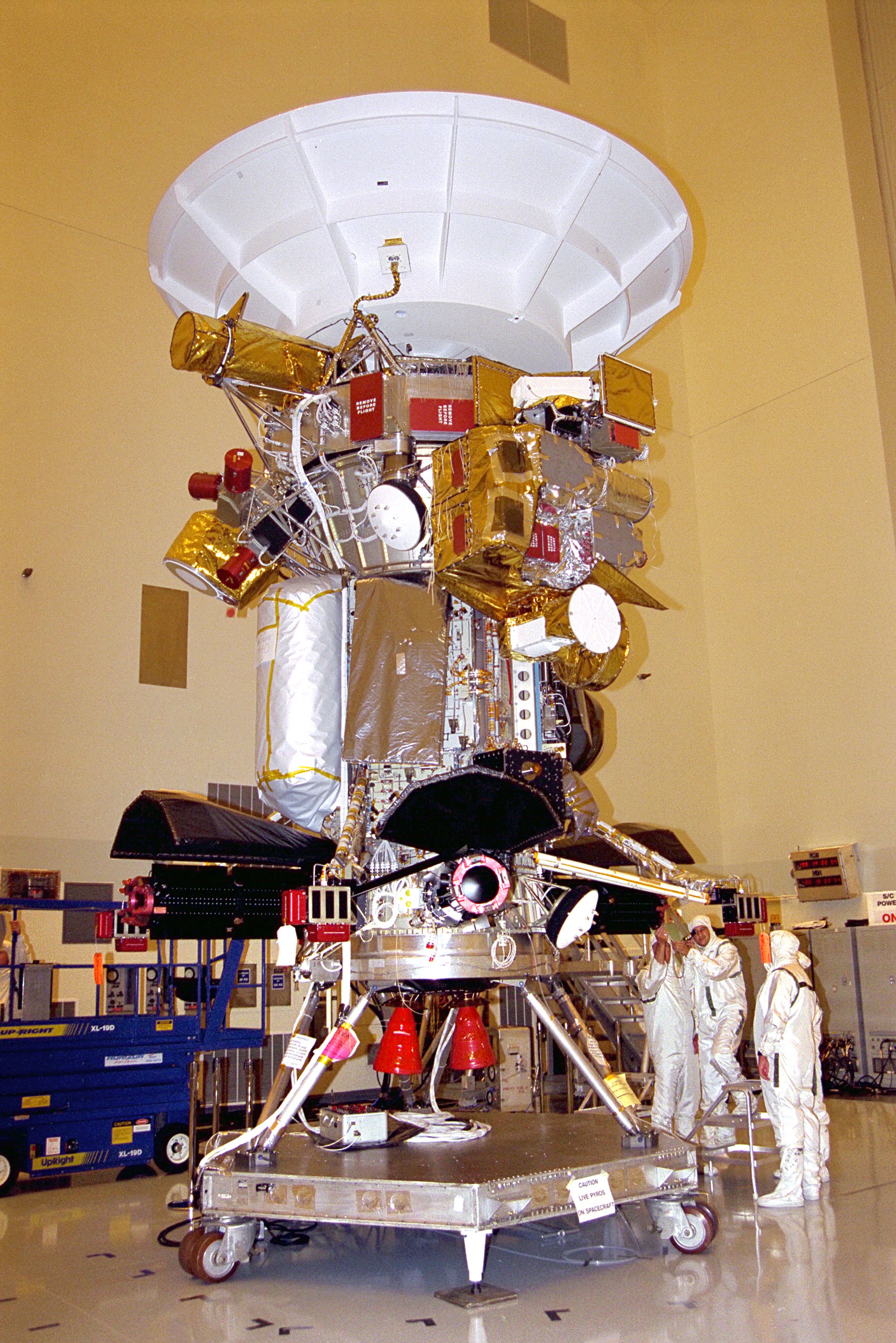
Tecnici del JPL controllano la sonda Cassini pochi mesi prima del lancio (luglio 1997)

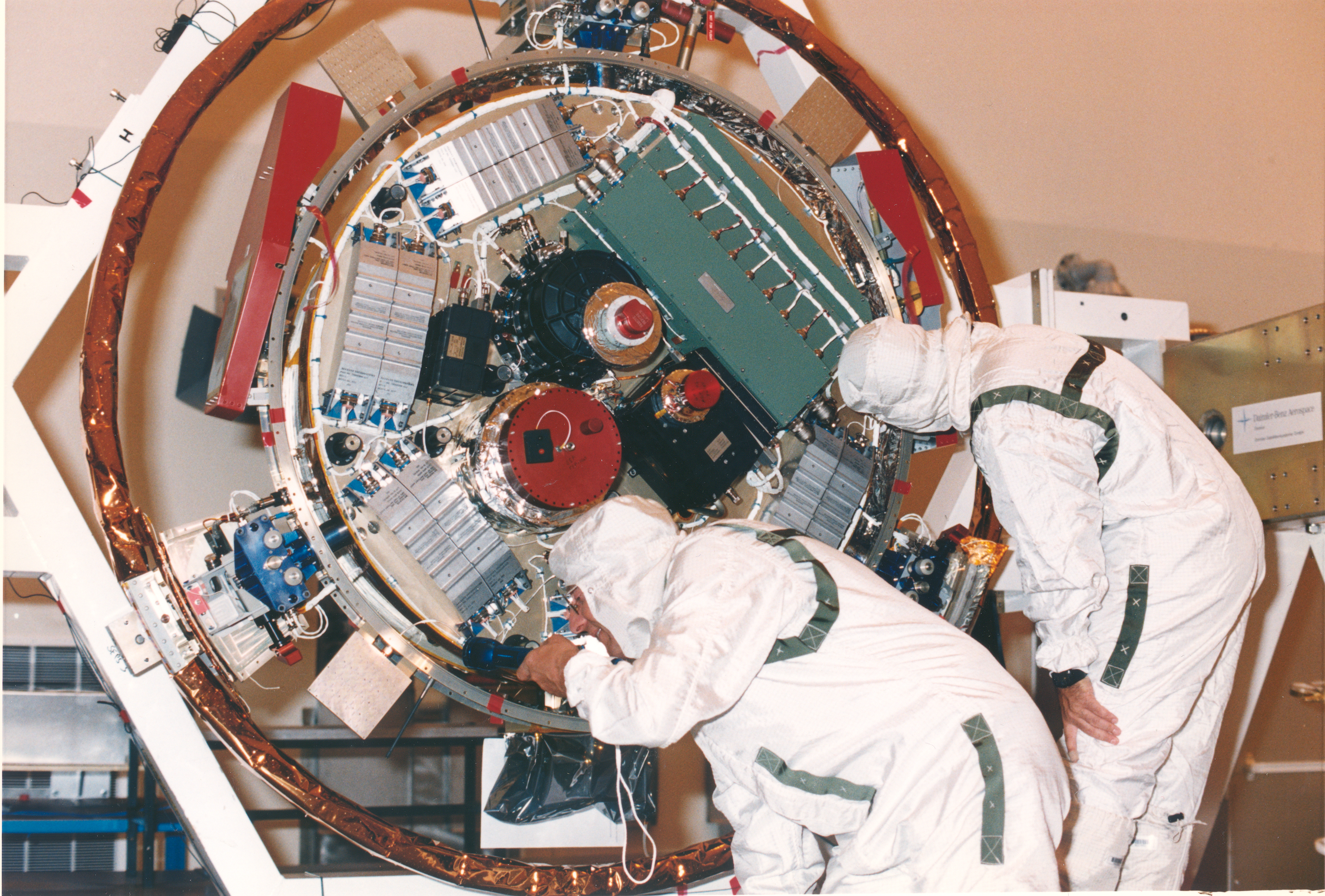
La sonda Huygens durante le ultime fasi di preparazione prima del lancio (settembre 1997)

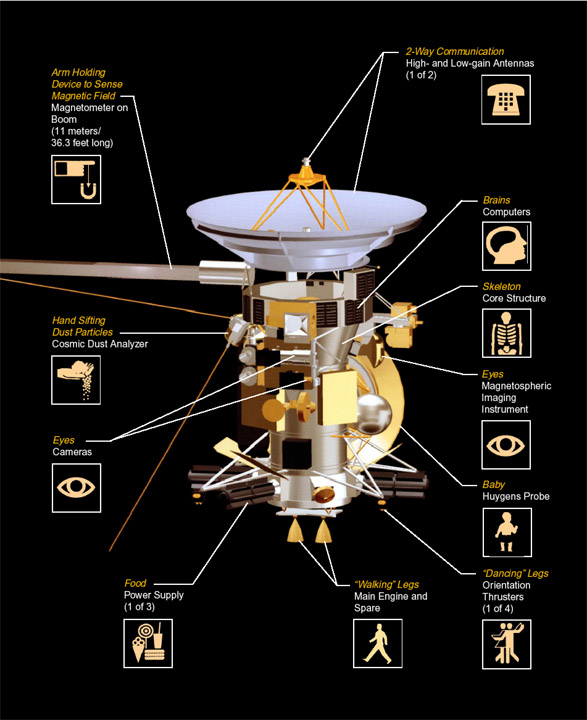
Un'immagine che illustra, con un parallelismo uomo-macchina, la dotazione di Cassini

Sviluppata dalla NASA in collaborazione con l'ESA (l'Agenzia spaziale europea) e con l'ASI (l'Agenzia spaziale italiana), la sonda Cassini è un prodigio della tecnologia spaziale del XX secolo, costituita da due componenti distinte: un orbiter e una sonda secondaria (Huygens).
Alta 6,7 metri e larga 4, questa sonda da quasi 6 tonnellate (orbiter, sonda Huygens e propellente compreso) era dotata di un'antenna parabolica larga poco meno di 4 metri, un'asta-magnetometro lunga 13 metri, 22.000 connessioni elettriche, 12 chilometri di cavi elettrici, ottantadue unità di riscaldamento a radioisotopi, sedici motori di assetto ("thrusters") a idrazina, e la maggior parte dei sistemi era "ridondata", ovvero affiancata da un analogo sistema di riserva, per minimizzare le probabilità di guasti, che non avrebbero avuto possibilità di essere riparati: la sonda si trovava nel 2007 a più di un miliardo di chilometri dalla Terra e i suoi segnali radio, pur viaggiando alla velocità della luce (299792,458 km/s) impiegavano circa 60 minuti per raggiungere la Terra.
Cassini è stata l'ultima delle grandi missioni spaziali della NASA. Ne ha tutte le caratteristiche tipiche: grandi dimensioni, grande abbondanza di apparecchiature, lungo tempo di sviluppo e costo elevatissimo: circa 5 miliardi di dollari, comprensivi delle operazioni durante la vita della sonda. Dopo lo sviluppo della sonda Cassini, la NASA passò alla filosofia faster, better, cheaper (più veloce, migliore, più economico), con alterni risultati.

### Fonte di energia
Considerando la distanza di Saturno dal Sole, i raggi solari non potevano essere sfruttati come fonte di energia. Per generare abbastanza energia i pannelli solari avrebbero dovuto essere molto grandi e di conseguenza pesanti. Per questo motivo l'orbiter è stato alimentato da tre generatori termoelettrici a radioisotopi (RTG).

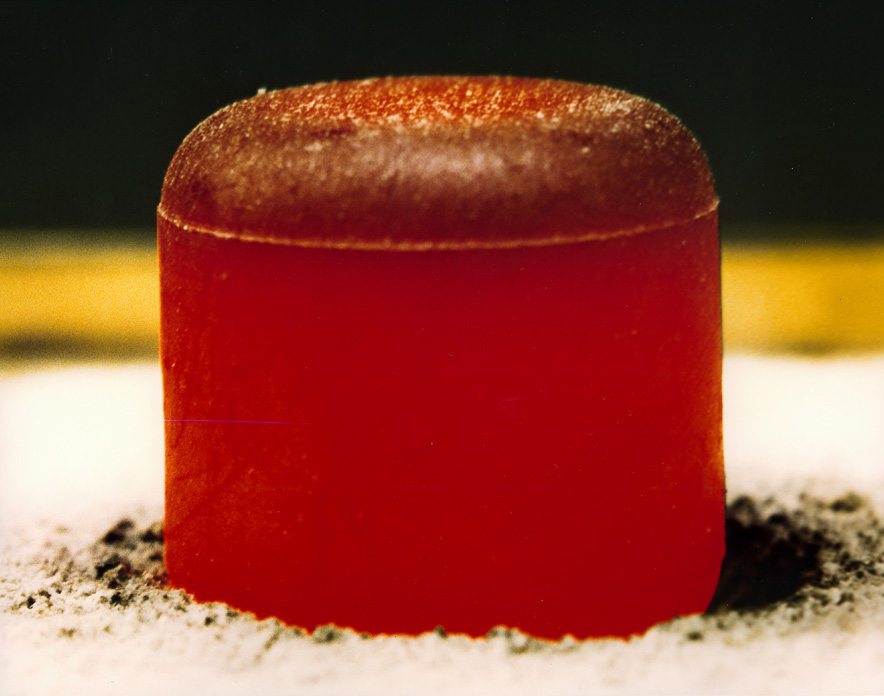
Il pellet di plutonio-238, la fonte di energia della sonda.

Al momento del lancio i generatori atomici della sonda Cassini provocarono numerose polemiche da parte di ambientalisti che sottolineavano il rischio di contaminazione ambientale in caso di incidente. I generatori atomici della sonda Cassini erano unità RTG passive: non avevano reattori atomici, ma sfruttavano semplicemente il calore prodotto dal decadimento radioattivo di una piccola quantità di plutonio per produrre corrente elettrica. In termini semplici, è stato usato un piccolo contenitore di scorie nucleari per produrre energia. Nel peggiore dei casi un incidente avrebbe potuto comportare lo spargimento del plutonio nell'atmosfera. La NASA sottolineò come le unità RTG fossero rinchiuse in un contenitore progettato appositamente per sopravvivere anche all'esplosione totale del razzo e, se pure esso si fosse rotto, la quantità di plutonio sarebbe stata così piccola da fare aumentare a malapena il livello di radioattività rispetto al fondo di radioattività naturale già presente nella zona. La questione venne messa a tacere dal lancio, che risultò perfetto.
È da notare che, in una missione precedente, un'unità RTG simile a quella della sonda Cassini uscì effettivamente intatta dall'esplosione del razzo che la conteneva. L'unità fu recuperata e le sue condizioni erano talmente buone da essere imbarcata in una missione successiva.
Alla fine degli undici anni nominali della missione, gli RTG saranno ancora in grado di produrre fra i 600 e i 700 Watt di potenza elettrica.

### L'orbiter
L'orbiter viene alimentato da tre generatori atomici, ed è la parte principale della sonda, quella, cioè, che è stata messa in orbita attorno a Saturno e che ha compiuto il viaggio dalla Terra.
Ha un peso di oltre 2 tonnellate ed è dotato di dodici differenti strumenti scientifici, due registratori digitali di dati, due computer primari e cinquanta computer secondari. La sua strumentazione di bordo comprende camere per immagini operanti sia in luce visibile, che nell'infrarosso e nell'ultravioletto. Le immagini ottenute da questi strumenti sono fondamentali per fornire un'esatta morfologia dei corpi osservati e saranno integrate anche dai dati raccolti dai radar di bordo per costruire una mappa dettagliata della superficie di Titano. La sonda possiede inoltre alcuni spettrografi utili per lo studio della temperatura e della composizione chimica della superficie di Saturno, della sua atmosfera, nonché dei suoi celebri anelli. Altri strumenti, infine, permettono di analizzare le proprietà e il comportamento del gas ionizzato all'interno della magnetosfera del pianeta e di risalire, quindi, alle sue caratteristiche e all'intensità del campo magnetico.
Cassini comunica con la Terra principalmente tramite una grande antenna parabolica, costruita per conto dell'Agenzia Spaziale Italiana dall'azienda italiana Alenia Spazio; con un diametro di quattro metri e assistita da un complesso sistema elettronico di bordo, essa gestisce quattro bande di frequenze: X, Ka, S, Ku.

## Strumenti ed esperimenti scientifici

La superficie di Titano ripresa con lo spettrometro VIMS

Gli strumenti scientifici presenti sulla sonda erano: 
- Strumenti per le misurazioni nella banda dall'infrarosso all'ultravioletto
  - Composite Infrared Spectrometer (CIRS)
  - Imaging Science Subsystem (ISS)
  - Ultraviolet Imaging Spectrograph (UVIS)
  - Visible and Infrared Mapping Spectrometer (VIMS)
- Strumenti per le misurazioni del campo magnetico, delle particelle e del plasma 
  - Cassini Plasma Spectrometer (CAPS)
  - Cosmic Dust Analyzer (CDA)
  - Ion and Neutral Mass Spectrometer (INMS)
  - Magnetometer (MAG)
  - Magnetospheric Imaging Instrument (MIMI)
  - Radio and Plasma Wave Science (RPWS)
- Strumenti per le misurazioni delle onde radio nella banda delle microonde
  - Radar
  - Radio Science (RSS)

### Composite Infrared Spectrometer (CIRS)
Il Composite Infrared Spectrometer (CIRS) era uno spettrometro che analizzava la radiazione termica emessa, determinando la temperatura, la composizione e la struttura di un corpo celeste. Ad esempio, ha caratterizzato gli strati che compongono le atmosfere di Saturno e Titano e ha misurato le emissioni di vapore acqueo provenienti dalla regione polare di Encelado. 
Le frequenze analizzate dallo strumento erano:
- Infrarosso lontano (16,67 - 1000 μm)
- Infrarosso medio (9,09 - 16,67 μm)
- Infrarosso medio (7,16 - 9,09 μm)

### Imaging Science Subsystem (ISS)

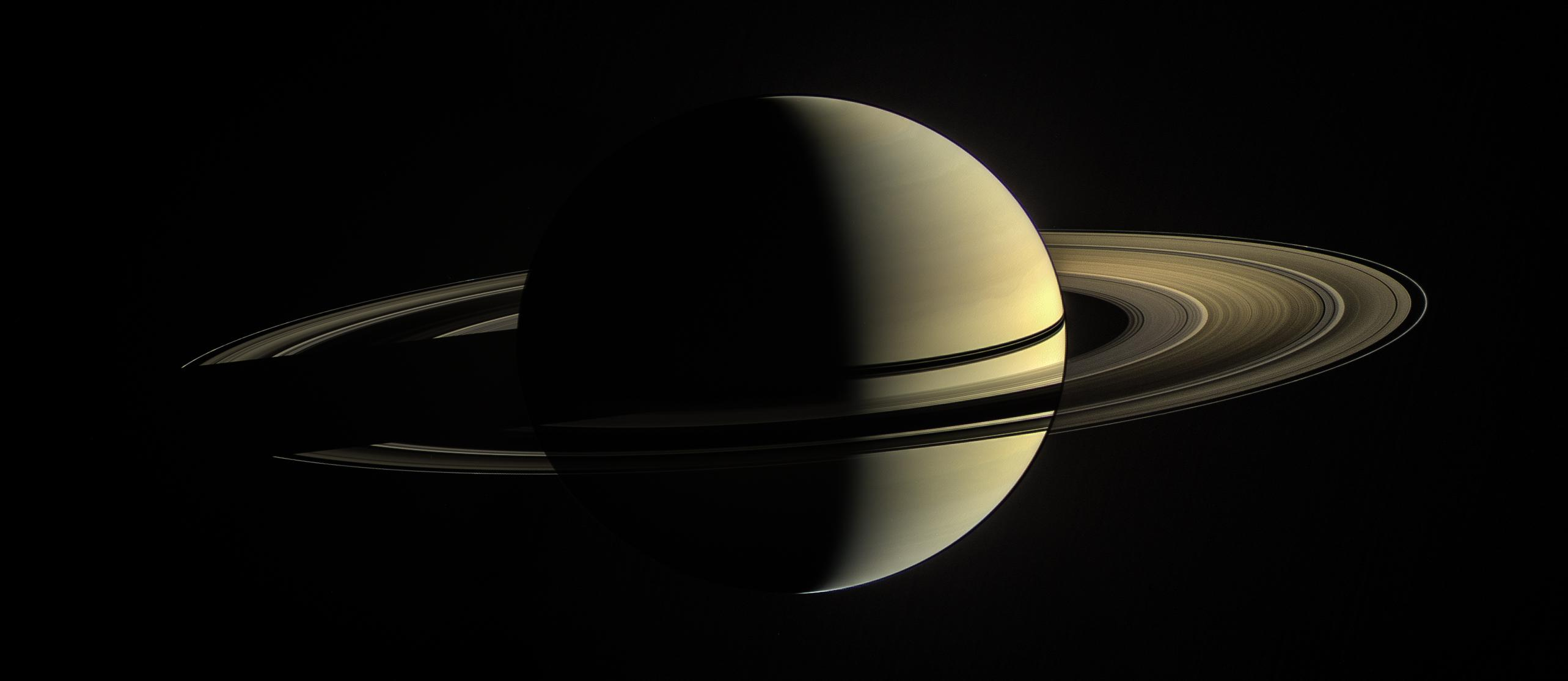
Saturno in colori naturali ripreso dalla Imaging Science Subsystem (ISS) alla distanza di 2,3 milioni di chilometri.

L'Imaging Science Subsystem (ISS) era composto da due camere fotografiche con un sensore di tipo CCD e risoluzione 1 Megapixel (1024 x 1024 pixel). La prima aveva un campo visivo largo e utilizzava delle lenti per focalizzare la luce sul sensore, mentre la seconda aveva un campo visivo ristretto e impiegava degli specchi. Oltre alla banda del visibile, le camere potevano riprendere alcune frequenze della banda infrarossa e della banda ultravioletta.
- camera a campo largo:  380-1100 nm
- camera a campo ristretto: 200-1100 nm.

### Ultraviolet Imaging Spectrograph (UVIS)
L'Ultraviolet Imaging Spectrograph (UVIS) era uno spettrometro che analizzava la luce ultravioletta riflessa da un oggetto, come le nubi di Saturno e/o i suoi anelli, in modo da ottenere informazioni su struttura e composizione. 
Progettato per misurare la luce nelle frequenze da 55,8 a 190 nm, questo strumento ha contribuito a determinare la composizione, la distribuzione delle particelle nell'aerosol atmosferico e le temperature delle atmosfere. 
Lo strumento era costituito da quattro canali di rilevamento distinti: il canale relativo all'ultravioletto lontano (FUV), all'ultravioletto estremo (EUV), lo High Speed Photometer (HSP) e l'Hydrogen-Deuterium Absorption Cell (HDAC). Il canale HSP era progettato per osservare la luce stellare che attraversava gli anelli di Saturno (occultazione stellare) per capire la struttura degli anelli.
I dati sull'occultazione stellare raccolti dai canali HSP e FUV hanno confermato l'esistenza di emissioni di vapore acqueo nell'emisfero inferiore di Encelado.

### Visible and Infrared Mapping Spectrometer (VIMS)
Il Visible and Infrared Mapping Spectrometer (VIMS) era uno strumento che riprendeva immagini nella luce visibile e nell'infrarosso per analizzare la composizione della superficie delle lune, gli anelli e le atmosfere di Saturno e Titano. Era costituito da due camere fotografiche, una nella luce visibile e l'altra nell'infrarosso. Lo strumento misurava la radiazione emessa e riflessa dalle atmosfere, dagli anelli e dalle superfici nelle lunghezze d'onda comprese tra 350 e 5100 nm. Gli scienziati hanno utilizzato questo strumento anche in studi a lungo termine del movimento delle nubi e i pattern meteorologici di Saturno.

### Cassini Plasma Spectrometer (CAPS)

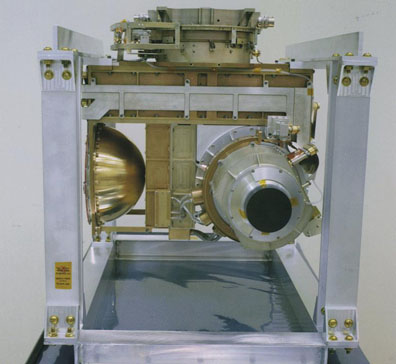
Lo strumento Cassini Plasma Spectrometer (CAPS)

Il Cassini Plasma Spectrometer (CAPS) era uno strumento per la misurazione del flusso delle particelle cariche, in funzione della direzione e dell'energia. La composizione degli ioni era anche misurata utilizzando uno spettrometro a tempo di volo. In particolare, si è determinato che la maggior parte degli ioni nel sistema di Saturno proviene dalla luna Encelado, che emette vapore acqueo dalla regione polare. Queste particelle sono catturate e ionizzate dal campo magnetico di Saturno, generato dalla veloce rotazione del suo nucleo, e dal vento solare.

### Cosmic Dust Analyzer (CDA)
Il Cosmic Dust Analyzer (CDA) era uno strumento che misurava la dimensione, la composizione, la velocità e la direzione dei granelli di polvere presenti nei pressi di Saturno.

### Ion and Neutral Mass Spectrometer (INMS)
Lo Ion and Neutral Mass Spectrometer (INMS) misurava la composizione delle particelle cariche e delle particelle neutre per studiare le atmosfere di Saturno e Titano, oltre ad analizzare le lune ghiacciate e gli anelli. Era costituito da un analizzatore di massa a quadrupolo.

### Magnetometro (MAG)
Il Magnetometro (MAG) era uno strumento per misurare l'intensità e la direzione della magnetosfera di Saturno. In questo modo è stato possibile sviluppare un modello tridimensionale della magnetosfera di Saturno e misurare per la prima volta il campo magnetico su Titano. Lo strumento era installato su un'asta non metallica lunga 11 m in modo da evitare l'interferenza con il campo magnetico generato dalla sonda.

### Magnetospheric Imaging Instrument (MIMI)

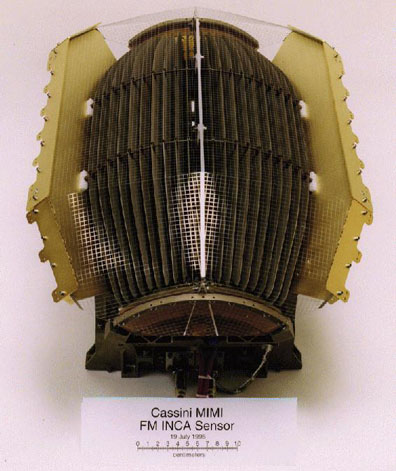
Il Magnetospheric Imaging Instrument (MIMI)

Il Magnetospheric Imaging Instrument (MIMI) produceva immagini e raccoglieva dati sulle particelle intrappolate nell'intenso campo magnetico di Saturno. 
Lo strumento era composto da tre sensori, che assieme, rilevavano le particelle cariche (protoni, elettroni, ioni) nel plasma presente attorno a Saturno, e le particelle neutre. 
I dati hanno permesso di determinare la composizione delle particelle presenti nella magnetosfera e come quest'ultima interagiva con il vento solare.

### Radio and Plasma Wave Science instrument (RPWS)
Il Radio and Plasma Wave Science instrument (RPWS) riceveva e misurava i segnali radio generati da Saturno, tra cui onde radio emesse dall'interazione del vento solare con Saturno e Titano. Con questo strumento è stato possibile ad esempio rilevare fulmini nell'atmosfera di Saturno, studiare le emissioni radio delle aurore, monitorare e mappare la ionosfera di Saturno.
Lo strumento utilizzava tre antenne lunghe 10 m.

### Radar
Il radar è stato impiegato soprattutto per studiare la superficie di Titano, nascosta dalla sua spessa atmosfera. Lo strumento ha fornito la prima e più forte evidenza che Titano possiede liquidi sulla superficie, confermando la teoria della presenza di nubi che fanno piovere metano ed etano liquido. Le onde radio infatti sono abbastanza intense da penetrare l'atmosfera. 
Lo strumento era in grado anche di effettuare misurazioni radiometriche della temperatura.
I componenti dello strumento erano:
- Synthetic Aperture Radar Imager (SAR) (13,78 GHz, banda Ku, risoluzione da 0,35 a 1,7 km)
- Altimetro (13,78 GHz, banda Ku, risoluzione orizzontale 24-27 km, verticale 90-150 m)
- Radiometro (13,78 GHz, banda Ku, risoluzione 7-310 km)

### Radio Science Subsystem (RSS)
Il Radio Science Subsystem (RSS) impiegava l'antenna ad alto guadagno della sonda per trasmettere onde radio verso la Terra, dove erano raccolte dalle antenne del Deep Space Network. Nel loro percorso tra la sonda e le antenne terrestri, le onde potevano interagire con le lune, gli anelli o l'atmosfera di Saturno. A Terra, studiando l'alterazione della trasmissione radio, era possibile ottenere informazioni sulla struttura atmosferica, la composizione e la struttura degli anelli, proprietà delle superfici, e altro. L'antenna ad alto guadagno trasmetteva nella banda X delle comunicazioni radio, nella banda S e nella banda Ka.

## Panoramica della missione

### Sonda Huygens
Montata all'interno dell'orbiter era presente una sonda secondaria (le sue dimensioni non superano i 3 metri di diametro per 350 kg di peso), Huygens. Prende il nome dall'astronomo olandese del XVII secolo Christiaan Huygens, che utilizzando il proprio telescopio scoprì Titano. Si è staccata dalla sonda principale il 25 dicembre 2004, ed è atterrata su Titano il 14 gennaio 2005.
Dopo la fase di avvicinamento è entrata nel campo gravitazionale di Titano e ha iniziato la discesa guidata attraverso la sua atmosfera rallentata da un paracadute (solo nella prima fase) e da razzi frenanti. In questa fase (della durata di circa due ore e mezzo) una speciale telecamera ha effettuato una prima ripresa della superficie di Titano, fondamentale per poterne studiare la geologia. Parallelamente i sensori di bordo hanno provveduto ad una costante misurazione della temperatura delle nubi, mentre gli spettrografi hanno misurato la loro composizione chimica e le caratteristiche fisico-chimiche delle particelle di polvere in sospensione nell'atmosfera. Un ulteriore esperimento condotto durante la fase di discesa è stata la misurazione della velocità dei venti sulla superficie di Titano (attraverso tecniche Doppler). Al momento dell'atterraggio (in una zona di Titano denominata Xanadu - ma era stato previsto anche l'ammaraggio in un eventuale oceano di Titano) la sonda aveva energia appena sufficiente per effettuare una seconda volta tutte queste misure. Mezz'ora dopo si è spenta definitivamente.
Nella più ottimistica delle previsioni il piccolo robot della capsula Huygens avrebbe dovuto inviare informazioni per trenta minuti al massimo, invece ha continuato a fare sentire la sua voce per più di un'altra ora, fino a che Cassini non è tramontato dietro al pianeta.

### Flyby

Animazione della traiettoria della sonda dal 15 ottobre 1997 al 4 maggio 2008
Cassini–Huygens·
Giove·
Saturno·
Terra·
Venere·
2685 Masursky

#### Flyby di Venere e Terra e rotta verso Giove
La sonda ha effettuato due flyby di Venere il 26 aprile 1998 e il 24 giugno 1999, per poter aumentare la propria velocità tramite l'effetto di fionda gravitazionale e superare la fascia degli asteroidi.
Il 18 agosto 1999 la sonda ha effettuato una manovra di fionda gravitazionale con il pianeta Terra. Durante il periodo in cui si è avvicinata maggiormente al nostro pianeta ha effettuato una serie di riprese fotografiche di calibrazione.
Il 23 gennaio 2000, Cassini ha effettuato il flyby dell'asteroide 2685 Masursky passando ad una distanza di 1,6×106 km e misurando le dimensioni del corpo celeste, stimate in 15-20 km.

#### Flyby di Giove

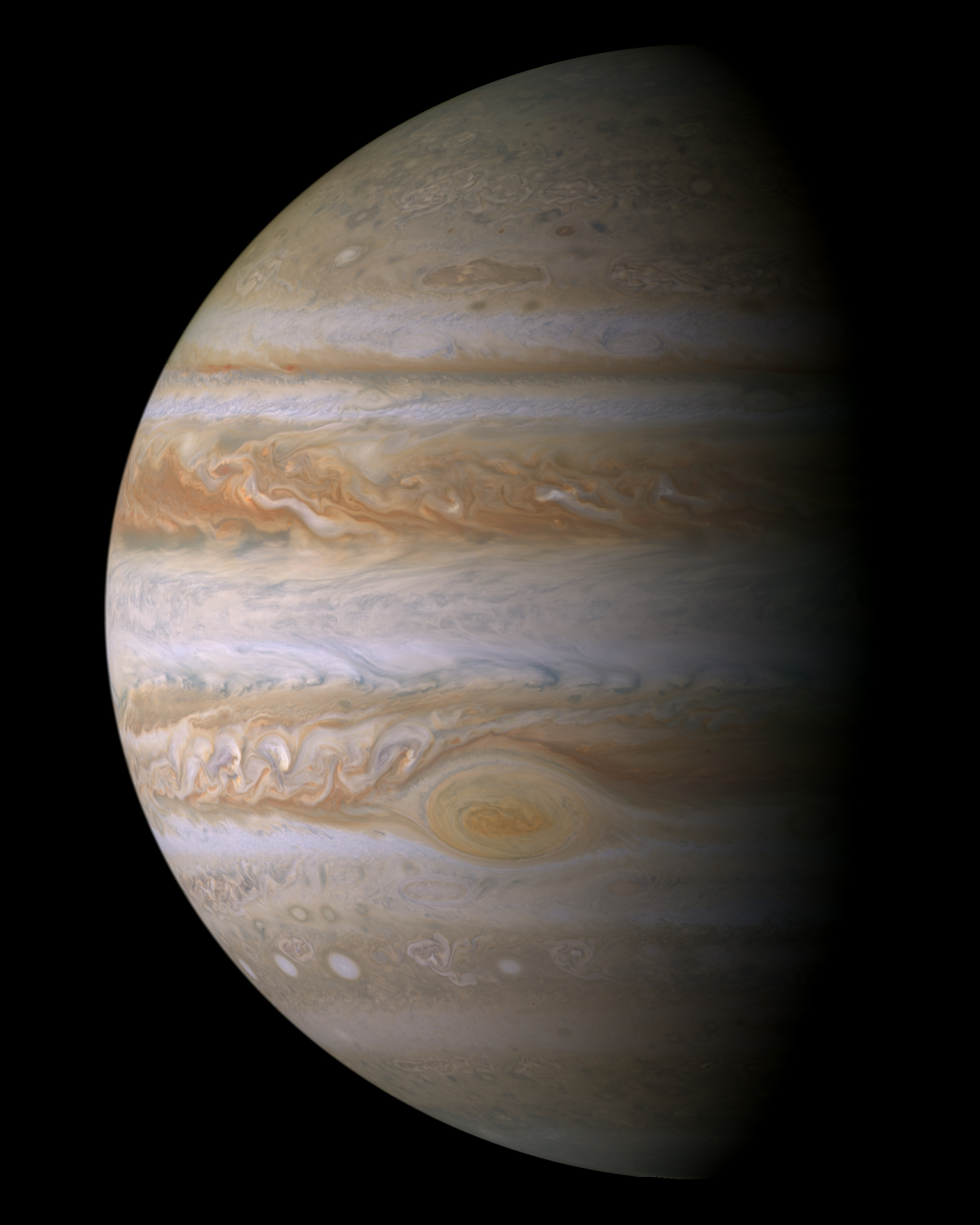
Giove ripreso durante il flyby

Il punto di avvicinamento maggiore con il pianeta Giove è avvenuto il 30 dicembre 2000, durante il quale la sonda Cassini ha effettuato diverse misurazioni. Nell'arco di sei mesi vennero riprese 26.000 immagini del gigante gassoso, dei suoi anelli e dei suoi satelliti. Venne generata la più dettagliata immagine a colori di Giove, la cui risoluzione dei più piccoli dettagli è di 60 km.
Lo spettrometro ad infrarossi ha permesso di generare una mappa globale delle temperature, calcolando i venti e i gradienti di temperatura.
Tra le osservazioni atmosferiche, la sonda ha ripreso un vortice ovale e scuro, delle dimensioni della grande macchia rossa nei pressi del polo nord di Giove. Chiamata la "grande macchia scura", è stata scoperta con le immagini riprese dalle camere fotografiche ad ultravioletto. A differenza della famosa macchia rossa, una tempesta ad alta pressione permanente che ha origine nella troposfera, molto al di sotto delle nubi, questo vortice scuro è temporaneo, più superficiale e confinato nella stratosfera superiore. Mentre la sonda Cassini si allontanava da Giove, la macchia scura stava iniziando a scomparire.
Le analisi delle particelle che compongono gli anelli di Giove hanno mostrato che sono di forma irregolare, invece di essere di forma sferica, e probabilmente hanno avuto origine da materiale espulso a seguito di impatti di micrometeoriti sui satelliti di Giove, probabilmente Metis e Adrastea.

#### Flyby di Febe

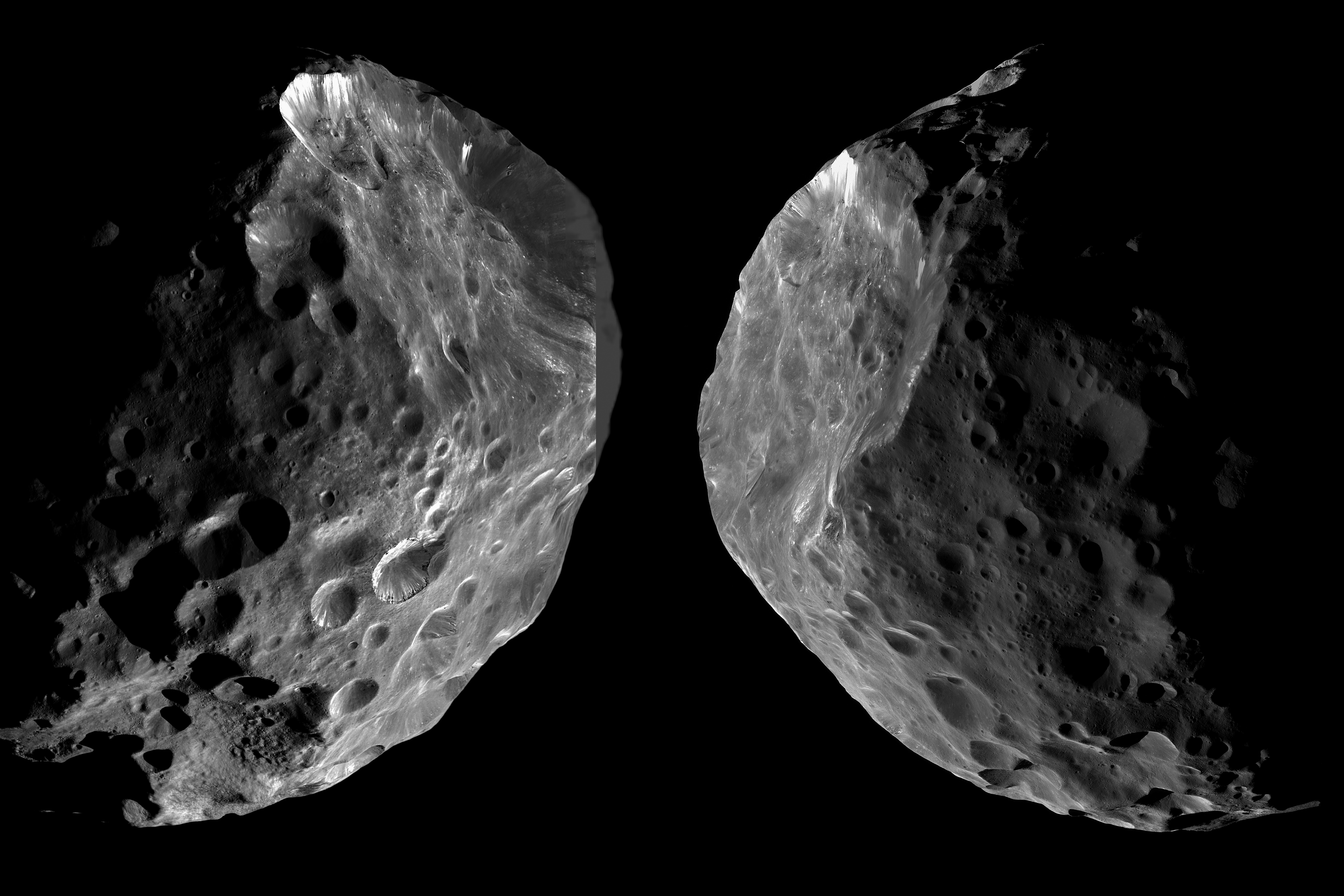
Immagini del satellite Febe ripreso dalla sonda Cassini durante la fase di avvicinamento (a sinistra) e di allontanamento (a destra) (2004)

L'11 giugno 2004 la sonda Cassini ha effettuato il flyby del satellite Febe. Questo incontro è stato l'unico possibile a causa delle meccaniche del sistema di satelliti di Saturno ed è stata la prima opportunità di riprendere il satellite (nel 1981 la sonda Voyager 2 ha effettuato un flyby distante del satellite, senza però riprendere immagini dettagliate).
Dalle prime immagini ricevute si è compreso come la superficie di Febe risulti diversa dagli asteroidi visitati dalla sonda. Sulla superficie fortemente craterizzata di questo satellite sono presenti regioni molto chiare e si ipotizza che possa esistere una vasta quantità di ghiaccio d'acqua sotto la superficie.

#### Flyby di Titano

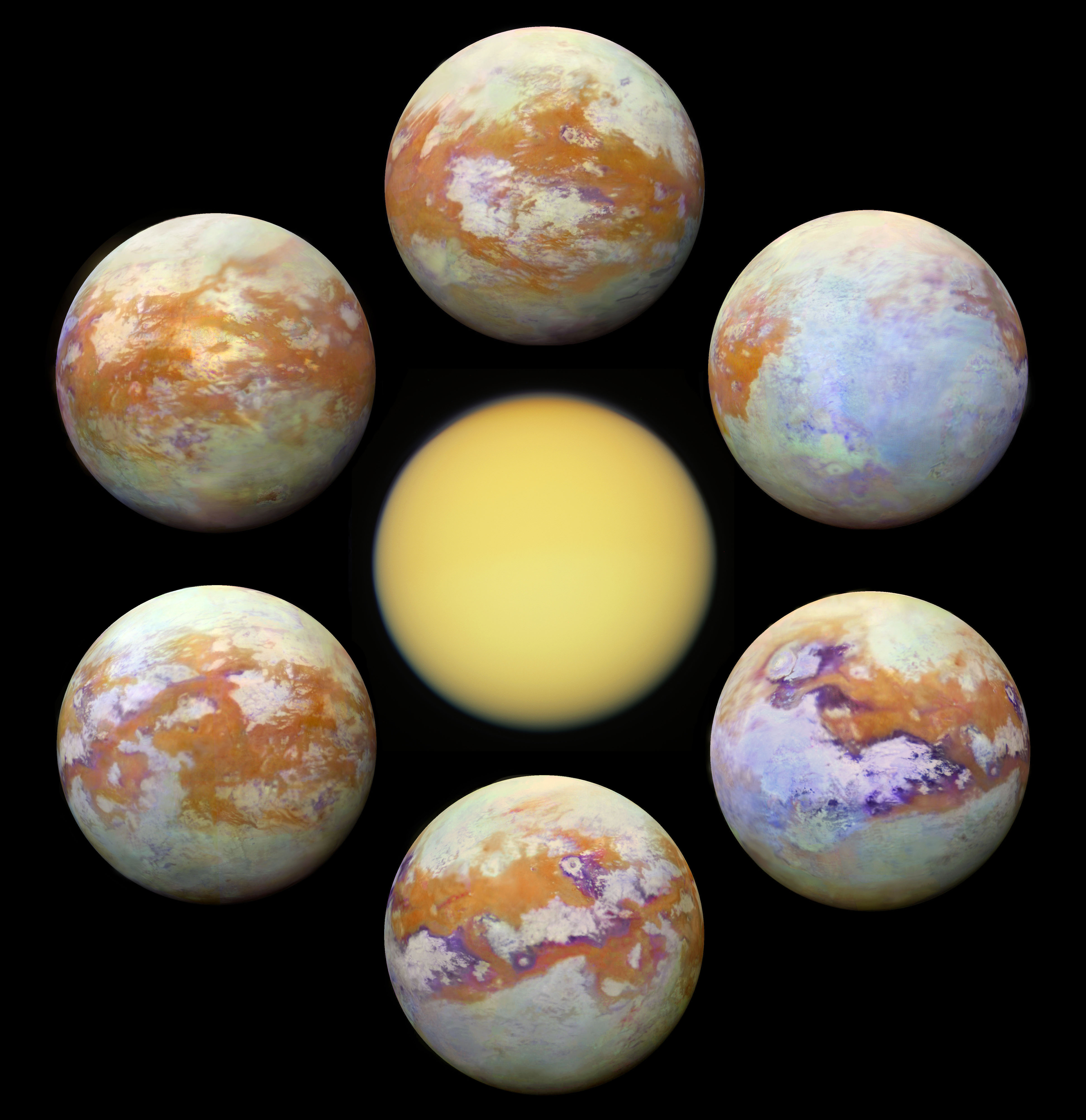
Immagini all'infrarosso di Titano (2004 – 2017)

Il primo flyby di Titano è avvenuto il 2 luglio 2004, ad una distanza di 339000 km. Le immagini hanno mostrato delle nubi sul polo sud composte da metano e alcune caratteristiche superficiali.
 
Il 27 ottobre la sonda ha eseguito il primo di 45 flyby ravvicinati di Titano, ad una distanza di 1200 km. In questi passaggi la sonda ha mappato con il radar la superficie, rivelando che è relativamente piatta, con altezze massime di 50 m. 
Sono stati anche rilevati laghi di idrocarburi liquidi (come metano ed etano) di dimensioni variabili tra 1 e 100 km. 
Nel 2007 sono state trovate forti evidenze della presenza di mari di metano ed etano nell'emisfero settentrionale del satellite.

#### Flyby di Encelado

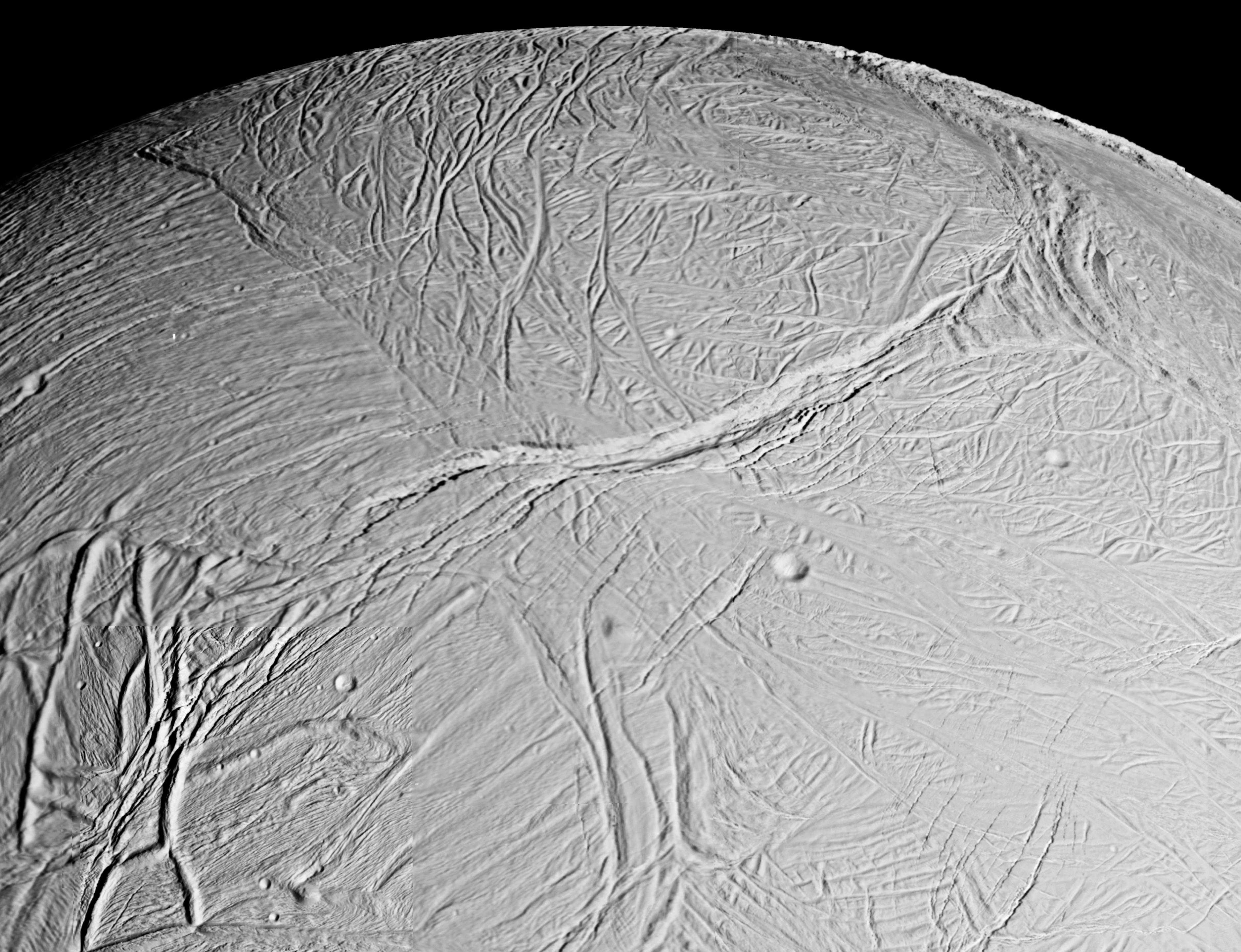
Encelado in un mosaico di 4 immagini ad alta risoluzione riprese dalla Cassini nel 2005. Al centro sono visibili le fratture della crosta ghiacciata, chiamate Labtayt Sulci.

Durante i primi due flyby ravvicinati del satellite Encelado, nel 2005, la sonda Cassini ha scoperto una deviazione del campo magnetico che si osserva in presenza di una sottile, ma significativa atmosfera. Effettuando altre misurazioni è stato determinato inizialmente che era costituita principalmente da vapore acqueo ionizzato. 
Cassini ha osservato anche geyser di ghiaccio d'acqua eruttare dall'emisfero sud del satellite, che rifornirebbero di particelle l'anello E di Saturno. Gli scienziati ipotizzarono che potrebbero esserci sacche di acqua liquida sotto la superficie che alimentano le eruzioni.
Nel 2008, ad un flyby ancora più ravvicinato, la sonda è passata a soli 50 km dal satellite, all'interno del pennacchio creato dai geyser, rilevando con lo spettrometro di massa acqua, anidride carbonica e diversi idrocarburi e mappando con lo spettrometro ad infrarossi le zone della superficie a temperatura più alta rispetto ai dintorni. L'analizzatore di polveri non ha funzionato a causa di un errore del software.
A novembre 2009, la sonda Cassini ha effettuato il suo ottavo flyby di Encelado, avvicinandosi a 1600 km dalla superficie. Lo spettrometro ad infrarossi ha prodotto una mappa delle emissioni termiche delle caratteristiche fratture presenti nella regione polare sud (chiamate Alexandria Sulcus, Cairo Sulcus, Baghdad Sulcus e Damascus Sulcus).
Il 3 aprile 2014, dopo quasi dieci anni di osservazioni e misurazioni, è stata trovata l'evidenza scientifica di un oceano salato di acqua liquida sotto la superficie di Encelado, che rende questo satellite uno tra i luoghi del sistema solare dove è più probabile la presenza di microrganismi.
I dati gravitazionali raccolti dalla sonda hanno permesso di analizzare la librazione dell'orbita di Encelado e si è scoperto che la superficie del satellite non è rigidamente connessa al proprio nucleo. Questa caratteristica ha portato gli scienziati alla conclusione che l'oceano sotterraneo deve essere globalmente esteso sotto la superficie del corpo celeste.
Il 28 ottobre 2015, la sonda Cassini ha eseguito un sorvolo ravvicinato di Encelado a un'altezza di 49 km (30 miglia) dalla superficie attraversando il pennacchio di un geyser. Ciò ha confermato la presenza di idrogeno molecolare (H2), potenziale nutriente per la vita microbica e un'ulteriore prova dell'attività idrotermale nel fondale marino di Encelado.

#### Flyby di Giapeto

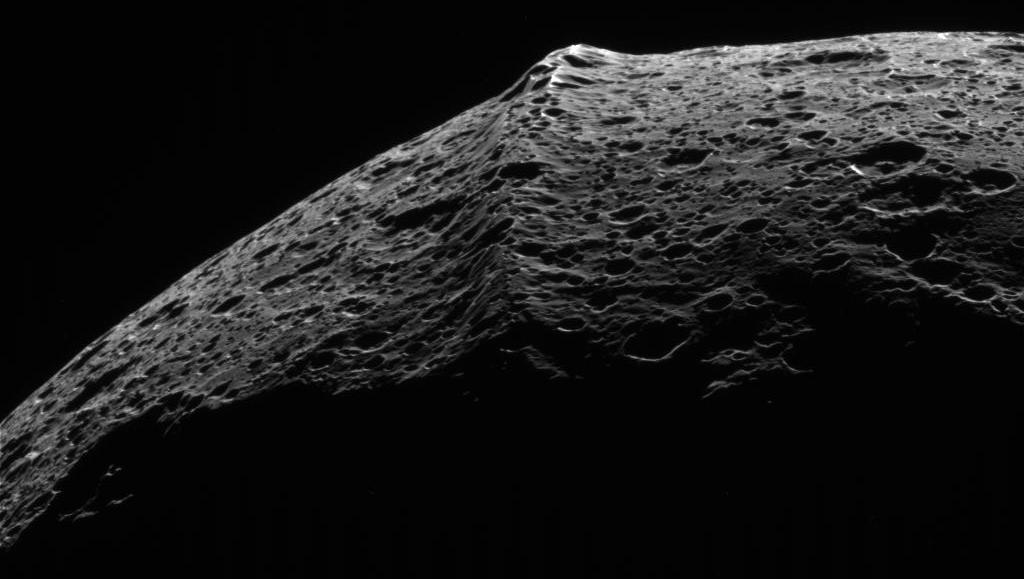
Giapeto e la sua cresta equatoriale.

Giapeto è stato ripreso più volte da medie distanze dall'orbiter Cassini, tuttavia, la sua grande distanza da Saturno ha reso difficile l'osservazione ravvicinata. Cassini ha effettuato un sorvolo ravvicinato mirato a una distanza minima di 1.227 km il 10 settembre 2007. In quell'occasione, mentre inviava le immagini a Terra, la sonda venne colpita da un raggio cosmico ed entrò temporaneamente in safe mode. Successivamente tutti i dati del flyby vennero recuperati.
L'interesse per Giapeto era capire la causa della sua dicotomia tra i due emisferi, con quello rivolto nella direzione della sua orbita e che ha un'albedo solamente di 0,06, e quello opposto, molto brillante con un'albedo di 0,6. La teoria maggiormente accettata è che Giapeto, in rotazione sincrona con Saturno, durante parte della sua orbita attraversi una regione dell'anello di Febe raccogliendone dei detriti che scuriscono la superficie dell'emisfero posto in direzione del suo moto orbitale. Già prima della scoperta dell'anello di Febe, avvenuta nel 2009, la sonda Cassini aveva rivelato una temperatura molto più alta nell'emisfero scuro, dovuta probabilmente alla maggiore radiazione solare assorbita da una superficie con bassa albedo. Ciò provoca la sublimazione dell'acqua che emigra dalle zone più calde e si deposita su quelle più luminose è più fredde, come nei pressi dei poli. Su lunghi tempi geologici questo porta a un contrasto sempre maggiore dell'albedo tra i due emisferi.

#### Estensione della missione
Il 15 aprile 2008, la missione Cassini ha ricevuto i finanziamenti per una estensione di 27 mesi. In questo periodo aggiuntivo sono state programmate 60 orbite di Saturno, 21 flyby ravvicinati di Titano, sette di Encelado, sei di Mimas, otto di Teti e un flyby di Dione, Rea ed Elena. La missione originaria è stata ribattezzata Cassini Equinox Mission, perché l'inizio della missione coincideva con l'equinozio di Saturno.

#### Seconda estensione della missione

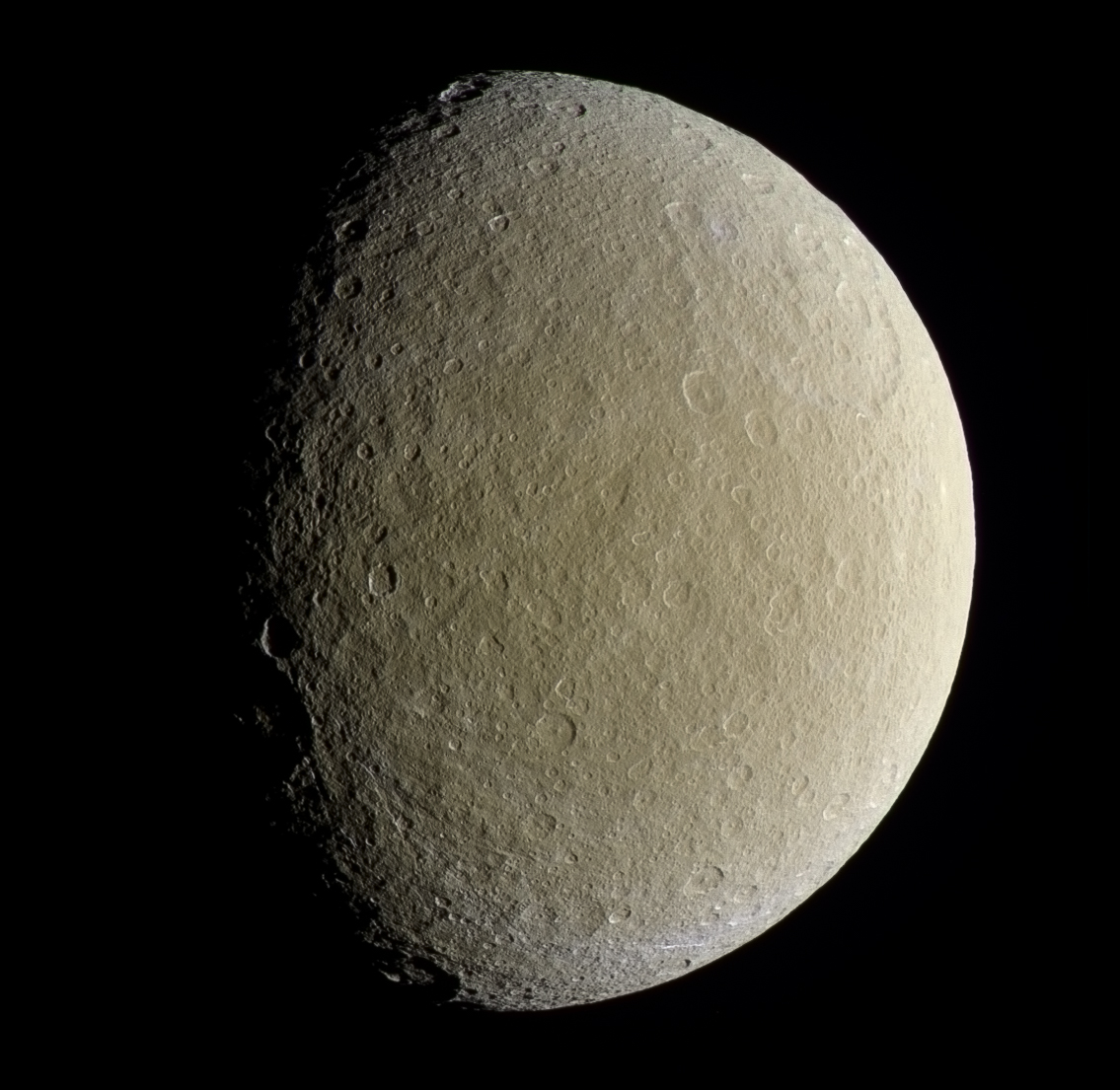
Rea in un'immagine del flyby del dicembre 2005.

La seconda estensione della missione, chiamata Cassini Solstice Mission è stata approvata a febbraio 2010, e comprendeva 155 orbite attorno a Saturno, 54 flyby di Titano e 11 flyby di Encelado.

#### Flyby di Rea
La sonda Cassini ha effettuato cinque sorvoli ravvicinati a Rea: nel novembre 2005 a una distanza di 500 km, nel 2007 a 5750 km, nel 2010 a 100 km, nel 2011 a 69 km, il più vicino alla luna, e ancora nel 2013 a 992 km. La luna è stata fotografata diverse altre volte da distanze maggiori, l'ultima volta nel marzo 2015, quando dalla distanza di 47.000 km catturò alcune immagini a colori ad alta risoluzione tramite l'utilizzo di una combinazione di filtri.

#### Flyby di Iperione

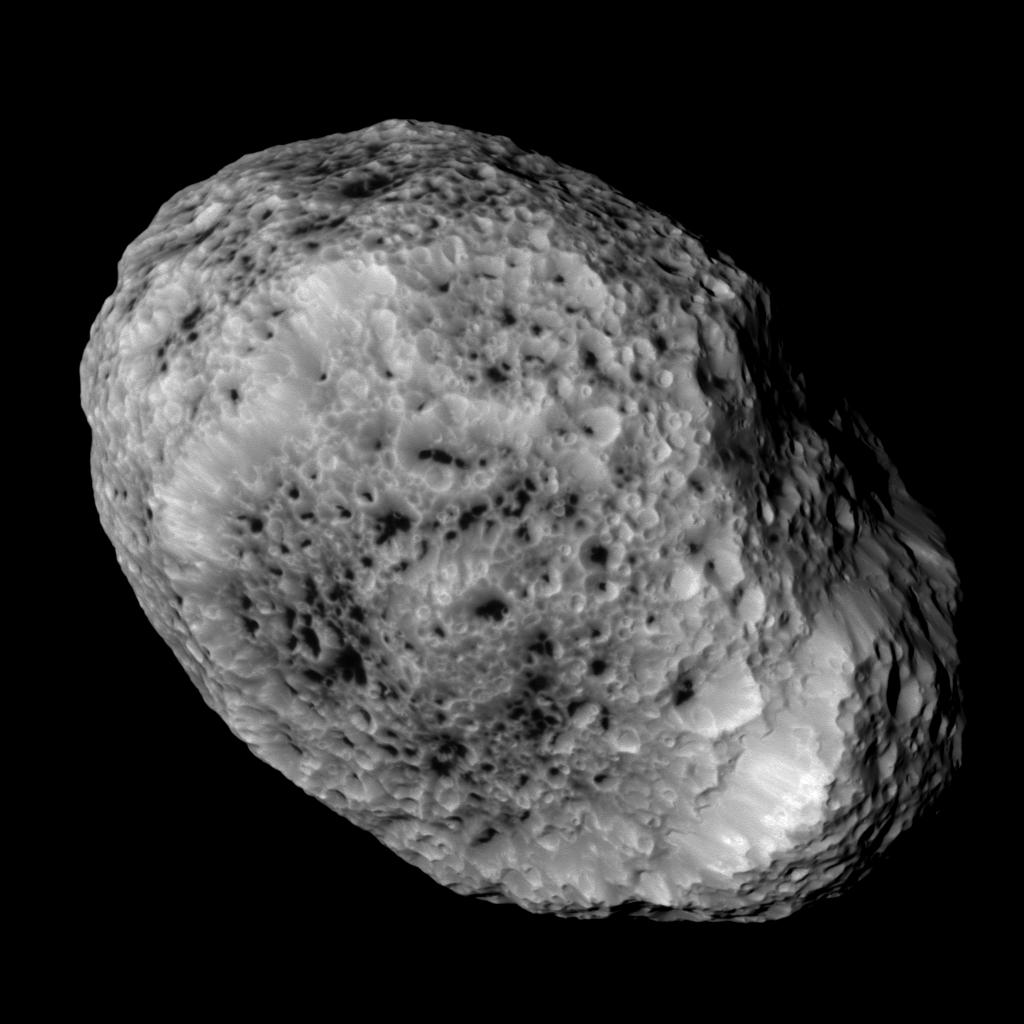
Iperione fotografato dalla Cassini nel 2015.

Il 10 settembre 2007 la sonda Cassini ha completato i flyby di Giapeto, da una distanza di 1000 km. Nel 2015, tra i mesi di febbraio e maggio, ha effettuato l'ultimo flyby di Iperione, ad una distanza di 34000 km. Iperione era già stato sorvolato diverse volte da medie distanze; il sorvolo più ravvicinato avvenne nel settembre 2005 quando sorvolò Iperione a una distanza di 500 km.

#### Flyby di Dione

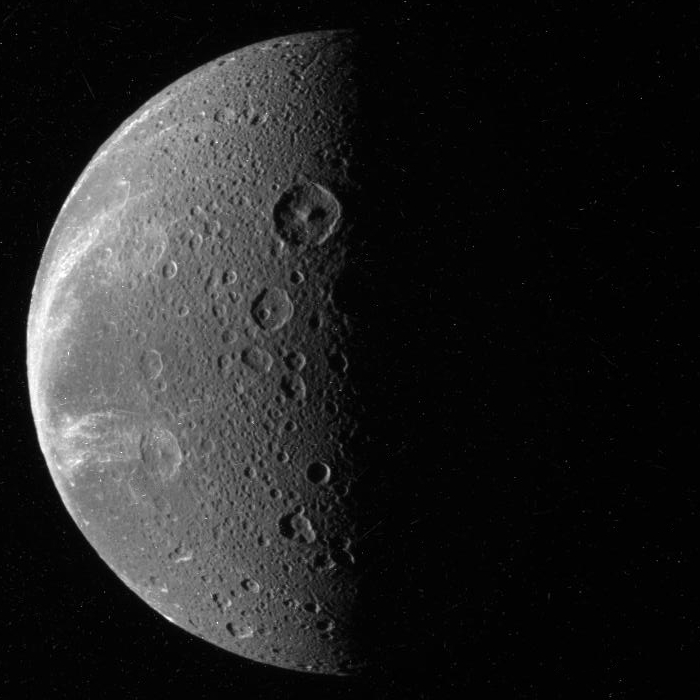
Dione in un'immagine della Cassini del 2008.

L'ultimo flyby di Dione avvenne il 17 agosto 2015 ad una distanza di 475 km; altri sorvoli a una distanza di circa 500 km avvennero nel 2005, nel 2010 e nel giugno 2015, mentre nel 2011 si avvicinò fino a 100 km.

## Osservazioni e scoperte

### Nuovi satelliti

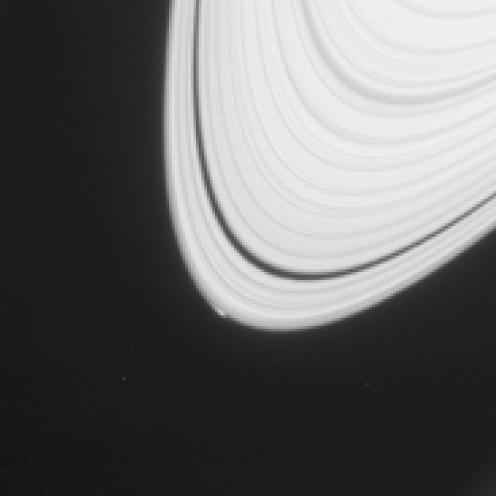
La possibile formazione di un nuovo satellite naturale, ripreso il 15 aprile 2013

La sonda Cassini ha permesso di scoprire sette nuovi satelliti naturali di Saturno. In particolare, tramite le immagini riprese dalla sonda, sono state scoperte nel 2004 le lune Metone, Pallene, Polluce, anche se analizzando successivamente delle vecchie immagini si è scoperto che la sonda Voyager 2 aveva ripreso Pallene nel 1981.
Nel 2005 è stato scoperto un nuovo satellite nella divisione di Keeler chiamato Dafni, mentre nel 2007 è stato scoperto Antea. Due anni dopo, all'interno dell'anello G, è stato osservato per la prima volta Egeone, del diametro di 500 m
e nell'anello B il satellite con nome provvisorio S/2009 S 1, con un diametro approssimativo di 300 m.
Nel 2014, la NASA ha annunciato l'osservazione di una possibile nuova luna di Saturno che era nella fase di formazione all'interno dell'anello A.

### Rotazione di Saturno
Nel 2004, il team scientifico del programma ha annunciato una nuova misurazione del periodo di rotazione di Saturno. Questa misura è particolarmente difficile perché non essendoci riferimenti fissi nella atmosfera del gigante gassoso, si misurano le emissioni radio. I nuovi dati raccolti dalla sonda erano in accordo con quelli misurati dalla Terra, ma diversi dal periodo rotazionale misurato per la prima volta dalla sonda Voyager 1 nel 1980. Il periodo risultava più lungo di 6 minuti. La discrepanza è stata attribuita ad una variazione nel campo magnetico che influenza le emissioni radio, e non ad una vera e propria modifica della rotazione del pianeta.
Nel 2019, la rotazione di Saturno è stata calcolata attraverso la sismica dei suoi anelli. In particolare, le vibrazioni nell'interno del pianeta causano oscillazioni nel campo gravitazionale, che si propagano come un'onda tra le particelle che formano gli anelli.
Utilizzando i dati di 20 onde di questo tipo sono stati creati modelli della parte interna di Saturno, che hanno permesso di calcolare il periodo di rotazione, che vale 10 ore, 33 minuti, 38 secondi.

### Occultazione radio degli anelli di Saturno
Nel maggio 2005, la sonda ha iniziato una serie di esperimenti di occultazione radio, per misurare la distribuzione delle particelle negli anelli di Saturno e compiere misurazioni della sua atmosfera. Per più di quattro mesi, Cassini ha effettuato orbite tracciate dai tecnici per poter compiere questo tipo di esperimento. In particolare, la sonda ha attraversato il piano degli anelli di Saturno inviando onde radio verso la Terra. Questi segnali sono stati ricevuti dalle antenne radio terrestri e sono stati analizzati per determinare la struttura degli anelli.

### Tempesta del 2010

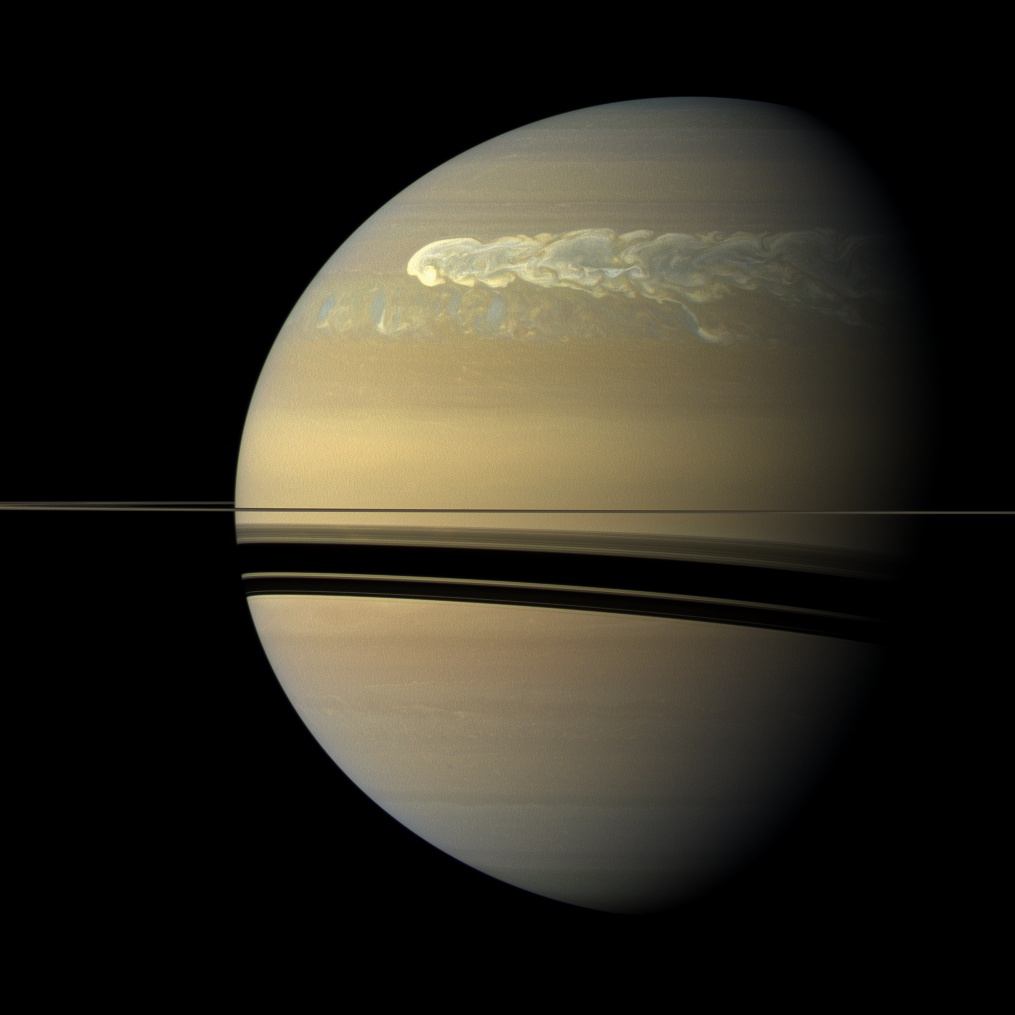
Tempesta nell'emisfero nord nel 2011

Il 25 ottobre 2012, la sonda ha osservato la tempesta nota come Grande Macchia Bianca, che si verifica periodicamente ogni 30 anni. I dati raccolti dallo spettrometro infrarosso hanno mostrato che la tempesta ha causato un incremento della temperatura nella stratosfera di Saturno di 83 °C. Simultaneamente è stato registrato un incremento notevole di etilene, un gas incolore che è molto poco comune su Saturno. Sulla Terra è prodotto da processi naturali e artificiali. La tempesta ha creato una concentrazione di etilene di 100 volte il valore che si credeva possibile per Saturno. Osservata per la prima volta da una sonda, la Grande Macchia Bianca è considerata la perturbazione più grande e calda di tutto il sistema solare, essendo inizialmente più vasta della Grande Macchia Rossa di Giove.

### Il Giorno in cui la Terra sorrise

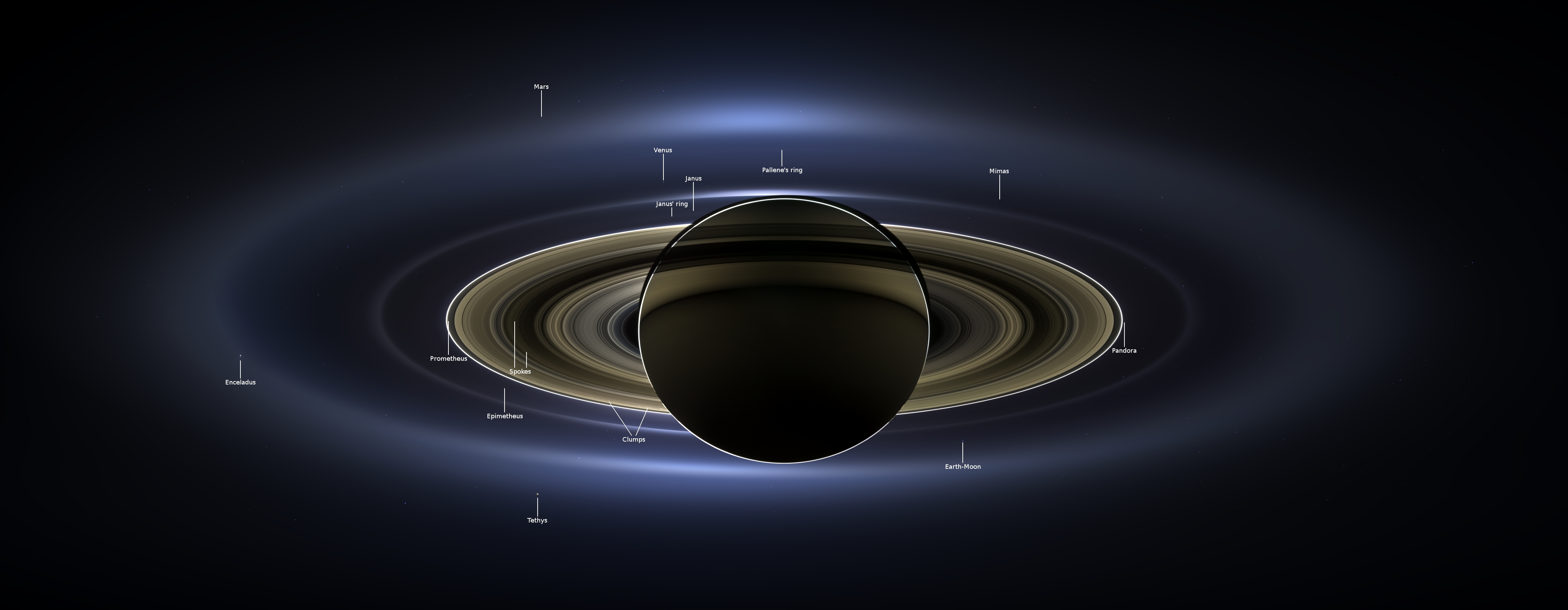
Il Giorno in cui la Terra sorrise - Immagine ripresa dalla sonda Cassini che ha ripreso Saturno, alcuni dei suoi satelliti, la Terra, Venere e Marte (19 luglio 2013)

Il 19 luglio 2013, la sonda Cassini è stata orientata verso la Terra per riprendere il nostro pianeta e la Luna assieme al sistema di Saturno e le sue lune. L'immagine è stata ripresa nello spettro della luce visibile ed è stata la prima volta che la NASA ha informato in anticipo che sarebbe stata ripresa un'immagine a lunga distanza. Il team della Cassini espresse il desiderio che persone sorridessero salutando il cielo, con la scienziata della Cassini Carolyn Porco che descrisse il momento come un'opportunità per "celebrare la vita sul Pale Blue Dot".

### Esagono polare

L'esagono di Saturno nel 2013 (a sinistra) e nel 2017 (a destra)

Tra il 2012 e il 2016, la tonalità delle nubi esagonali persistenti al polo nord di Saturno a forma di esagono è cambiata da prevalentemente blu a un colore giallognolo. Si ipotizza che sia un cambiamento stagionale: l'esposizione prolungata alla luce solare potrebbe creare foschia mentre il polo ruota verso il Sole. In precedenza fu notato che il colore blu era generalmente meno presente nelle immagini di Saturno prese tra il 2004 e il 2008.

### Età e origine degli anelli
Le teorie proposte in passato sull'origine degli anelli erano sostanzialmente due: la prima è che sarebbero il risultato di un evento catastrofico, come la distruzione di una luna o di una cometa disintegrata da forze gravitazionali che agiscono entro il limite di Roche, in questo caso sarebbero relativamente giovani. L'altra possibilità è che siano le reliquie della formazione del pianeta gigante e risalgano quindi a 4,5 miliardi di anni fa.
Le misurazioni effettuate durante le ultime orbite della Cassini non consentono di determinare con precisione l'evento catastrofico che ha originato gli anelli tuttavia suggeriscono che l'età degli anelli siano relativamente giovane, da 10 a 100 milioni di anni. Gli anelli sono costituiti da circa 15,4×1015 t di materiale, venti volte inferiore rispetto alle stime precedenti. Questa massa equivale a due quinti della luna Mimas. Gli strumenti di Cassini hanno già permesso di determinare qual è la proporzione di polvere negli anelli e quale volume ne viene periodicamente iniettata negli anelli. Tutte queste informazioni confermano che gli anelli si sono formati da 10 a 100 milioni di anni fa e che probabilmente saranno completamente scomparsi entro 100 milioni di anni. In origine, gli anelli dovevano essere molto più grandi e molto più luminosi. Le misurazioni effettuate non consentono di determinare con precisione l'evento catastrofico all'origine degli anelli.

## Grand Finale
Ormai priva di carburante, era necessario pianificare per tempo come terminare la missione evitando in qualsiasi modo la contaminazione di batteri terrestri alle lune ghiacciate, in particolare di Titano ed Encelado, potenziali ambienti abitabili. Per la destinazione finale della sonda Cassini vennero prese in considerazione diverse opzioni, tra cui quella di tuffarsi nell'atmosfera di Saturno, come accadde per la sonda Galileo una volta terminata la sua missione su Giove. Tuttavia la stessa opzione non sembrava inizialmente fattibile perché se fosse stata compiuta su una traiettoria attraverso il piano equatoriale del pianeta, la presenza degli anelli avrebbe reso probabile una collisione con le particelle che li compongono, con il rischio della perdita di controllo della sonda. Altre opzioni erano quelle di posizionarlo in un'orbita stabile attorno a una luna, oppure portarlo fuori dal sistema di Saturno per mezzo di ripetuti sorvoli di Titano e immetterlo in un'orbita eliocentrica o dirigerla verso un altro gigante gassoso, come Giove, tuttavia queste ultime opzioni avrebbero richiesto lunghi tempi e diverse manovre correttive.
La decisione presa fu quella di inviare la Cassini su un'orbita ad altissima eccentricità che la portasse tra l'atmosfera del pianeta e l'anello D, e dopo 22 orbite farla precipitare su Saturno. Il "Grand Finale" iniziò nell'aprile 2017 e qualche mese dopo, l'11 settembre 2017, la sonda effettuò l'ultimo fly-by con Titano, usato ancora una volta come fionda gravitazionale, e si immise nell'orbita prevista che l'avrebbe portata a tuffarsi nell'atmosfera di Saturno. Il 14 settembre, il giorno precedente all'impatto, la sonda riprese per l'ultima volta Titano ed Encelado, il polo nord di Saturno e gli anelli.
Era previsto che il segnale dalla sonda sarebbe stato perso quando si fosse trovata 1500 km sopra la sommità delle nubi; vennero mantenuti in funzione diversi strumenti per la cattura di dati dei suoi ultimi momenti, l'antenna venne mantenuta puntata verso la Terra, tuttavia le telecamere vennero spente poiché la trasmissione del segnale era troppo lenta per la cattura e l'invio di immagini. Il 15 settembre 2017 alle 11:55 UTC venne definitivamente perso il segnale della Cassini, 30 secondi dopo il previsto. Si stima che la sonda si sia disintegrata, a causa del calore generato dall'attrito con l'atmosfera, 45 secondi dopo l'ultima trasmissione.
Nel settembre del 2018 la NASA ha vinto un premio Emmy per il miglior programma interattivo per la sua presentazione del "Grand Finale".